# 脱出航路
『脱出航路』（だっしゅつこうろ、英：Storm Warning）は、1976年に発表されたジャック・ヒギンズの小説である。1975年にベストセラーとなった『鷲は舞い降りた』に続いて発表された。

## あらすじ
ドイツの敗色が濃くなった1944年8月、南米ブラジルのベレン港。篠つく雨の中を一隻の老朽化した3本マストのバーカンティーン型帆船が出航した。船齢60年を超える「ドイッチェラント」で祖国ドイツへ戻ろうとするのは船長と29人の乗組員、そして船客として乗り込んだドイツ領事補夫妻と修道女団の5人の尼僧たち。しかし祖国までの8,000kmの大西洋はすでに連合国の支配下にある。
長い航海の大半を無事に乗り切り、祖国キールへの入港も絵空事ではなくなったかにみえた「ドイッチェラント」だったが、イギリス北部のヘブリディーズ諸島に近づく頃になると北大西洋に巨大な低気圧が発生しつつあった。
スカパ・フロー攻撃後のU235艦橋から転落して捕虜となったものの、護送中に脱出するゲリッケ。砲艇「デッド・エンド」は嵐になったファーダ島に足止めされ、Ju88機長のネッカーは通常の哨戒任務を逸脱して嵐の中へ降下する。その時、まさに大嵐で操船の自由を失った「ドイッチェラント」がワシントン暗礁へと流されていた…。

## 主な登場人物
ドイッチェラント号
- エリッヒ・ベルガー　同号船長。ドイツ海軍中佐。
- ヘルムート・リヒター　同号掌帆長。元Uボートの操舵長。
- ヨハン・シュトルム　同号航海士。ドイツ海軍中尉。元Uボートの副当直士官。
- オットー・プラガー　ブラジル駐在ドイツ領事補。
- シスター・アンゲラ　リオ・ネグロに伝道本部のある修道女団の尼僧。
- シスター・ロッテ　見習い尼僧。

ドイツ軍
- ホルスト・ネッカー　トロンヘイム基地所属第40爆撃戦隊ユンカースJu88の機長。ドイツ空軍大尉。
- ポール・ゲリッケ　ドイツ海軍U235潜水艦の艦長。ドイツ海軍少佐。

アメリカ軍
- ハリー・ジェーゴ　砲艇「デッド・エンド」の艇長。アメリカ海軍中尉。
- フランク・ジャンセン　同艇の一等兵曹長。

ファーダ島
- ケアリー・リーブ提督　アメリカ海軍少将。
- マードック・マクロード　ファーダ島救難艇の艇長。
- ジャネット・マンロー　女医。ケアリー・リーブの姪。
- ジーン・シンクレア　ファーダ島参事会員。島の領主。